# Карчево (Ґродзиський повіт)
Карчево (пол. Karczewo) — село в Польщі, у гміні Каменець Ґродзиського повіту Великопольського воєводства.
Населення — 471 особа (2011).
У 1975-1998 роках село належало до Познанського воєводства.

## Демографія
Демографічна структура станом на 31 березня 2011 року:
|          | Загалом | Допрацездатний вік | Працездатний вік | Постпрацездатний вік |
| -------- | ------- | ------------------ | ---------------- | -------------------- |
| Чоловіки | 231     | 52                 | 160              | 19                   |
| Жінки    | 240     | 49                 | 149              | 42                   |
| Разом    | 471     | 101                | 309              | 61                   |